# Savoia-Marchetti SM.93
Savoia-Marchetti SM.93 là một loại máy bay ném bom bổ nhào của Ý, sản xuất từ năm 1943.

## Tính năng kỹ chiến thuật (SM.93)
Dữ liệu lấy từ Italian Civil and Military aircraft 1930-1945 Plane Facts: Unique dive bomber
Đặc tính tổng quan
- Kíp lái: 2
- Chiều dài: 11,017 m (36 ft 1+3⁄4 in)
- Sải cánh: 13,900 m (45 ft 7+1⁄4 in)
- Chiều cao: 3,797 m (12 ft 5+1⁄2 in)
- Diện tích cánh: 31,09 m2 (334,7 foot vuông)
- Trọng lượng rỗng: 3.544 kg (7.814 lb)
- Trọng lượng có tải: 5.500 kg (12.125 lb)
- Động cơ: 1 × Daimler-Benz DB 605A , 1.100 kW (1.475 hp)

Hiệu suất bay
- Vận tốc cực đại: 579 km/h; 313 kn (360 mph) trên độ cao 4,500 m (15 ft)

  - 542 km/h (337 mph) trên độ cao 7,000 m (23 ft) với tải trọng bom
  - 580 km/h (360 mph) trên độ cao 7,000 m (23 ft) khi không mang bom
- Vận tốc hành trình: 505 km/h; 273 kn (314 mph)
- Tốc độ không vượt quá: 950 km/h; 513 kn (590 mph)
- Tầm bay: 1.600 km; 864 nmi (994 mi)
- Trần bay: 9.997 m (32.800 ft)
- Thời gian lên độ cao: 4,000 m (13 ft) trong 5 phút 10 giây
- Tải trên cánh: 176,9 kg/m2 (36,2 lb/foot vuông)
- Công suất/khối lượng: 0,2 kW/kg (0,122 hp/lb)

Vũ khí trang bị

- Súng:
- 1 × pháo MG 151/20 20 mm
- 3 × súng máy Breda-SAFAT 12,7 mm (.50 in)
- Bom: [chuyển đổi: số không hợp lệ]